# Reitbach (Weißach)
Der Reitbach ist der rechte Oberlauf der Weißach.

## Name
Der Name leitet sich von ahd. riuti für „Rodung“ ab.

## Verlauf
Die Reitbach entsteht mit seinen Oberläufen Kleiner Reitbach und Großer Reitbach aus zahlreichen Gräben an den Nordhängen der Blauberge um Ameiskopf, Reitberg, Reitstein und Stacheleck im Gebiet der Gemeinde Kreuth. Nach weitgehend nördlichem Verlauf vereinigt sich die Großweißach in Glashütte mit dem linken Oberlauf der Weißach, der Großweißach.